# マルロ・モーガン
マルロ・モーガン（Marlo Morgan、1937年9月29日 - ）は、アメリカの作家。

## 概要
彼女の『ミュータント・メッセージ』の著者。『ミュータント・メッセージ』の内容は、著者がアボリジニと共同生活を送り行動を共にして、スピリチュアルな教えを学ぶというもの。著者の実体験、事実を元にしたという触れ込みでハーパーコリンズから刊行された本書はニューエイジャーから支持され、アメリカでベストセラーとなった。モーガンは作中に登場する「真実の人」族のアボリジニを自称し、アメリカ合衆国やヨーロッパで講演を行っている。
しかし、本物のアボリジニから作中の知識、描写の誤りを指摘されている。『ミュータント・メッセージ』の誤りについてはレポートがまとめられており、そのダイジェスト版を神楽・伝承音楽研究家三上敏視のサイトで読むことができる。これによれば、著者が作品の舞台に選んだ地域のアボリジニ社会を訪れた事実すらない。三上は、日本でもニューエイジャーを中心に実際に起こった体験として受け入れられており、この偽書に対するアボリジニの抗議の内容を知っているにもかかわらず、虚偽であっても自分自身に気づきを与えてくれる素晴らしい文献であり、虚偽か真実かは自分とは関係ないという認識が急速に広がりつつあると述べている。その認識・行為はアボリジニを侮辱していると指摘し、
この文献の著者のように、先住民族の精神文化を自己の名誉と私腹を肥やすために利用する白人は後を絶ちません。土地を奪い、命を奪い、同化政策によって先住民の自己基盤を破壊してきた白人が次にしたことは、彼らの魂を金で売り飛ばすことだったのです。
と述べている。
アボリジニの抗議を受け、出版元はジャンルを「フィクション」として再刊行を行った。

## 著作
- 『ミュータント・メッセージ』（Mutant Message Down Under）
- 『永遠からのメッセージ』（Message from Forever: A Novel of Aboriginal Wisdom）